# ワード・オブ・マウス (ジャコ・パストリアスのアルバム)
『ワード・オブ・マウス』（Word of Mouth）は1981年に発売されたジャコ・パストリアスのセカンド・ソロアルバム。パストリアスのスタジオ・アルバムの最終作であり、日本ではスイングジャーナル誌主催の1981年度(第15回)のジャズ・ディスク大賞において金賞を受賞した。

## 概要
総勢60名以上のミュージシャンが参加し、パストリアスの地元フロリダやロサンゼルスなどを巡って制作された。収録曲は大半が自身の作品で、音楽的にもコンボやビッグ・バンド、ストリングス、クラシック音楽やロックなどのさまざまな要素を含んでいる。
レコーディングにはフォートローダーデールのパストリアスの自宅に常駐したライヴ・レコーディング用の24トラックの録音機材を積んだトラック「アルチザン・モバイル」をはじめとする7個所のスタジオが使われ、スタジオ収録でありながら密室を感じさせない開放感のあるサウンドとなっている。
レコーディング・エンジニアにはウェザー・リポートのPA・ミキシング・エンジニアリングを担当していたブライアン・リズナーが参加し、マスタリング・エンジニアはバーニー・グランドマンが担当した。

## 楽曲解説
1. Crisis
ミュージシャンたちが互いの音を聴かずにパストリアスのベース・トラックに合わせてソロ演奏したトラックを、ミキシング時に任意に出し入れして重ね合わせた。アンサンブルをコラージュしたフリージャズのような熱気のある仕上がりになっている。
2. 3 Views of a Secret
ウェザー・リポートで演奏されていたパストリアスのオリジナル曲「 Three Views Of A Secret 」（アルバム『ナイト・パッセージ』収録）をビッグ・バンド編成で再録音したもの。
3. Liberty City
ワード・オブ・マウス・ビッグ・バンドでの演奏を念頭に置いて書かれた。パストリアスによるホーン・アレンジの妙が聴かれる。
4. Chromatic Fantasy
この曲から"Word of Mouth"までは組曲のようなシームレス編集となっている。バッハのチェロのための練習曲を自身のベース運指練習曲としていたパストリアスの左手の運指と右手のピチカートによる壮絶なテクニックが聴かれる。
5. Blackbird
パストリアスはビートルズが好きだった。ここでは原曲のアコースティック・ギターのアルペジオをベースのA弦開放で弾くペダル・ノートと1弦と2弦での重音（2音での和音）で表現している。メロディ・パートはトゥーツ・シールマンス（ハーモニカ）が担当。
6. Word of Mouth
ロック風にディストーションを掛けたベースによるスリリングでエキサイティングな演奏。後半からエンディングにかけてはビッグ・バンドによる演奏となる。
7. John and Mary
この曲の随所にはパストリアスの2人の子供、ジョンとメアリーの笑い声や歌声がちりばめられており、パストリアスが普段マスコミには見せなかった優しさ溢れる雰囲気が充満している。ウェイン・ショーターがソプラノ・サックスを吹いている。

## 収録曲
| #  | タイトル                | 作詞 | 作曲             | 時間  |
| -- | ----------------------- | ---- | ---------------- | ----- |
| 1. | 「Crisis」              |      | Pastorius        | 5:17  |
| 2. | 「3 Views of a Secret」 |      | Pastorius        | 6:05  |
| 3. | 「Liberty City」        |      | Pastorius        | 11:57 |
| 4. | 「Chromatic Fantasy」   |      | Bach             | 3:01  |
| 5. | 「Blackbird」           |      | Lennon/McCartney | 2:48  |
| 6. | 「Word of Mouth」       |      | Pastorius        | 4:21  |
| 7. | 「John and Mary」       |      | Pastorius        | 10:52 |

## 録音メンバー
- Jaco Pastorius (Horn & String Arrangements, Electric Bass, Synthesizer)
- Michael Gibbs (Conductor, String Arrangement)

| Basic Tracks - Toots Thielemans (Harmonica) - Jack DeJohnette (Drums) - Peter Erskine (Drums) - Herbie Hancock (Acoustic Piano) - Richard Hilton (Keyboards) - Tim Devine (Keyboards) - Tom Scott (Lyricon) - Bruno Castellucci (Percussion) - Don Alias (Percussion) - Robert Thomas, Jr. (Percussion) - Leroy Williams (Steel Drums) - Othello Molineaux (Steel Drums) - Paul Horn-Muller (Steel Drums) Brass - Bob Findley (Trumpet) - Chuck Findley (Trumpet) - David Weiss (Trumpet) - Snooky Young (Trumpet) - Warren Luening (Flugelhorn) - Charles Loper (Trombone) - James E. Pugh (Trombone) - Lew McCreary (Trombone) - David Bargeron (Trombone, Tuba) - Bill Reichenbach (Bass Trombone) - David Taylor (Bass Trombone) - Brad Warnaar (French Horn) - John Clark (French Horn) - Peter Gordon (French Horn) - Tommy Johnson (Tuba) - Roger Bobo (Tuba, Bass Horn) - James M. Walker (Piccolo, Flute) - Hubert Laws (Soprano & Alto Flute) | Woodwinds - George Young (Saxophone) - Wayne Shorter (Soprano Sax) - Michael Brecker (Tenor Sax) - Howard Johnson (Baritone Sax) - David Breinenthal (Bassoon) Strings - Jules Chaikin (Conductor) - Gerald Vinci (Violin, Concert Master) - Stuart Canin (Violin) - William Hymanson (Violin) - Denyse Buffum (Viola) - Arni Egilsson (Double Bass) - Bruce Bransby (Double Bass) Vocalist - Alfie Silas - Edie Lehmann - Jim Gilstrap - John & Mary Pastorius - John Lehman - Marti McCall - Myrna Matthews - Petsye Powell - Zedric Turnbough unknown - Allan Harshman - David Duke - Deborah Sabusawa - Dennis Karmazyn - Harvey Michael Schaps - Jeff Reynolds - Jerry Hudgins - Mike Butcher - Ray Kelley - Ricky Schultz - Robert Cowart - Russell Schmitt - Simon Levy |

## 録音データ
Recording Engineer
- Brian Risner
- Hank Cicalo
- Jason Corsaro
- Larry Warrilow
- Peter Yianilos
- Scott Litt
- Vincent "Vincenzo" Oliveri

Recording Studios
- ARTISAN MOBILE RECORDS, Fort Lauderdale, FL
- A&M STUDIOS, Hollywood, CA
- CRIMSON SOUND, Santa Monica, CA
- DEVONSHIRE SOUND STUDIOS, North Hollywood, CA
- POWER STATION, New York, NY
- STUDIO KATY, Brussels, Belguim
- TRIIAD STUDIOS, Fort Lauderdale, FL

Mastering Engineer
- Bernie Grundman at "A&M Studios, Los Angeles, CA."